# Coelaenomenodera pulchella
Coelaenomenodera pulchella là một loài bọ cánh cứng trong họ Chrysomelidae. Loài này được Coquerel miêu tả khoa học năm 1852.